# Жареви
Жареви (некада се користио назив Жаревци) су насеље у општини Зубин Поток на Косову и Метохији. Атар насеља се налази на територији катастарске општине Јунаке. Историјски и географски припада Ибарском Колашину. Насеље је на јужним обронцима Рогозне. Налази се у горњем току Бањске реке, на граници са Централном Србијом и насељем Смилов Лаз у граду Новом Пазару. После ослобађања од турске власти место је у саставу Рашког округа, у срезу дежевском, у општини рајетићској и 1912. године има 22 становника. У периоду 1952-1955. године насеље је било у саставу Општине Бањска у склопу Звечанског среза.

## Демографија
Насеље има српску етничку већину.
Број становника на пописима:
- попис становништва 1948. године: 47
- попис становништва 1953. године: 40
- попис становништва 1961. године: 45
- попис становништва 1971. године: 45
- попис становништва 1981. године: 36
- попис становништва 1991. године: 21